# جورج واتسون كول
جورج واتسون كول (بالإنجليزية: George Watson Cole)‏ هو أمين مكتبة أمريكي، ولد في 6 سبتمبر 1850 في وارن ‏ في الولايات المتحدة، وتوفي في 10 أكتوبر 1939.